# یانوش سیسوو
یانوش سیسوو (لهستانی: Janusz Sidło؛ ۱۹ ژوئن ۱۹۳۳ – ۲ اوت ۱۹۹۳) پرتاب‌گر نیزه اهل لهستان بود.
وی در مسابقات کشوری و بین‌المللی در مجموع برندهٔ ۲ مدال طلا، ۱ مدال نقره، ۱ مدال برنز شده‌است.